# هاووت‌لو (توت)
هاووت‌لو (به ترکی استانبولی: Havutlu) یک منطقهٔ مسکونی در ترکیه است که در توت، ترکیه واقع شده‌است.